# 三田村泰助
三田村 泰助（みたむら たいすけ、1909年（明治42年）10月9日 - 1989年（平成元年）9月23日）は、日本の歴史家（東洋史・中国史）。

## 経歴
1909年、福井県南条郡武生町（現越前市）生まれ。山口高校から京都帝国大学東洋史学科に進んだ。東洋史学科では、内藤湖南、羽田亨に師事した。卒業後は、1949年から80年まで立命館大学教授。定年退職後に名誉教授。1989年9月に死去。

## 受賞・栄典
- 1963年：『宦官』で毎日出版文化賞受賞。

## 研究内容・業績
- 専攻は明清史。
- 羽田亨と共に『満和辞典』の編纂に携わるなど、満洲史の権威として知られる。

## 著作

### 著書
- 『宦官 側近政治の構造』 中公新書, 1963　のち文庫
- 『清朝前史の研究』 東洋史研究会, 1965
- 『東洋の歴史』8：明帝国と倭寇 1967 人物往来社 のち中公文庫
- 『内藤湖南』 中公新書, 1972
- 『世界の歴史』14 明と清 河出書房新社, 1974 のち文庫
- 『生活の世界歴史』2：黄土を拓いた人びと 河出書房新社, 1976  のち文庫

### 記念論集
- 『東洋史論叢：三田村博士古稀記念』 立命館大学人文学会, 1980